# Museum Silkeborg
Het Museum Silkeborg is een museum, verbonden aan de Deense stad Silkeborg. Het museum situeert zich op drie locaties met zeer verschillende collecties: Hovedgården, het Papirmuseet (papiermuseum) en Blicheregnen. Het bekendste museumstuk is de Man van Tollund, een prehistorisch veenlijk.

## Hovedgården
Hovedgården is de hoofdvestiging van het museum en is ondergebracht in het oudste gebouw van de stad: Silkeborg Hovedgård. Het landhuis werd omstreeks 1767 gebouwd in opdracht van ritmeester Hans Nicolai Hoff. Het eerste stadsmuseum - "Silkeborg Museum" - werd in 1904 geopend op de Markedspladsen in het centrum van de stad. Toen in 1950 de Man van Tollund werd opgegraven, werden plannen gemaakt voor een nieuw museum. In 1951 werd dit geopend op de huidige locatie.
De collectie van Hovedgården omvat stukken van de prehistorie tot vorige eeuw. Er is een grote verzameling stukken uit de ijzertijd. Voor de Man van Tollund werd in 1991 een nieuwe vleugel gebouwd. Aan een ander bekend veenlijk dat in Silkeborg werd gevonden, het meisje van Elling, is eveneens een deel gewijd. Een heel andere verzameling behandelt de plaatselijke oude ambachten, met onder meer aardewerk en de glasproductie. Een kamer geeft informatie over het vroegere kasteel van Silkeborg.  In het midden van de 18e eeuw behoorde het gebouw toe aan de eigenaar van de nabijgelegen papierfabrieken: Michael Drewsen. Deze man zorgde voor een groot deel voor de groei van de stad en kreeg een eigen kamer in het museum. Zijn woonkamer van circa 1862 werd ook nagebouwd.

## Papiermuseum
Silkeborg dankt zijn welvaart voor een groot deel aan de voormalige papierfabrieken. Meerdere gebouwen hiervan werden bewaard. In een van deze gebouwen, vlak bij het centrum van de stad, werd het Papirmuseet ondergebracht. Het museum is met name gevestigd in de ruimte die ingericht was om handgeschept papier te maken. Oude machines om papier te maken worden getoond. Tot 1992 werd het bedrijf nog gebruikt om onder meer het Deense papieren geld te drukken.

## Blicheregnen
Het derde onderdeel van het Museum Silkeborg is het Blicheregnen, een museum dat gewijd is aan de belangrijke 19e-eeuwse Deense schrijver Steen Steensen Blicher en het leven op de heide in zijn tijd. Dit museum bevindt zich in het centrum van Kjellerup, een plaats die deel uitmaakt van de gemeente Silkeborg.
- Virtual International Authority File: 309661438